# Sự thỏa hiệp của con tim
Sampatan Hua Jai (tên tiếng Thái: สัมปทานหัวใจ, tên tiếng Việt: Sự thỏa hiệp của con tim) là phim truyền hình Thái Lan phát sóng vào năm 2018. Phim phát sóng trên kênh Channel 7 (CH7) với sự tham gia của Sukollawat Kanarot & Varitthisa Limthammahisorn.
Bộ phim còn đứng thứ tư trong top 10 bộ phim Thái Lan được tìm kiếm nhiều nhất trên Google Thái Lan và bộ phim đạt rating cao nhất của Đài 7 năm 2018.
Bộ phim này trước đó có 2 phiên bản: Sampatan Huajai (1997) và Talay Jai (2006) do Nattawut Skidjai và Warattaya Nilkuha thủ vai.

## Nội dung
Rattawan, một cô nàng 32 tuổi hoàn hảo từ vẻ ngoài, địa vị, gia tộc và cả học vấn. Cô bị gia đình ép phải kết hôn cùng Parames, một chàng trai triệu phú có chuỗi khách sạn tầm cơ. Thế nhưng ngay sau khi đăng ký kết hôn, cô lại bị bọn người lạ mặt bắt cóc đến một hòn đảo mà tại đó cô được Naboon, một chàng trai lạ mặt, cứu giúp. Thế nhưng vì ảnh hưởng tâm lý, cô hết lần này đến lần khác làm tổn thương Naboon. Chuyện tình giữa hai người rồi sẽ về đâu khi cô đã mang danh vợ người ta? Và rốt cuộc người đứng sau những cuộc ám sát Rattawan là ai?

## Diễn viên
- Sukollawat Kanarot as Naboon Yingprasert
- Varitthisa Limthammahisorn as Rattawan (Wan) Phanitsomborurat
- Jinna Navarat as Captain Phiphat Sivalai
- Hana Lewis as Boonjira "Jira" Yingprasert
- Nattawat Plengsiriwat as Paramet (Met)
- Seesaywok Atichanan as Rotsukon
- Nichanun Funkaew as Kantarot
- Atirutt Singhaaumpol as Chumpon
- Rattakorn Satiraboot as Taksina
- Winai Kraibutr as Son
- Praewa Praeissarha as Burong (Rong)
- Zit Baynazit
- Chancamin Chayangkul as Munpu
- Randapa Muntalumpa as Chompoo
- Nataya Chanrung as Dì Liang
- Natha Lloyd as Treesukon
- Thitinan Suwannasak as Erb
- Nukkid Bunthong as [Attorney]

## Ca khúc nhạc phim
- ทุกพื้นที่ของหัวใจ / Took Peun Tee Kaung Hua Jai - Sukollawat Kanarot
- เหตุผลของการหายใจ / Het Pon Kaung Gahn Hai Jai - Kaewkarn Cheunpennit

## Rating
- Episode 1: 5.66
- Episode 2: 6.42
- Episode 3: 6.7
- Episode 4: 6.4
- Episode 5: 6.89
- Episode 6: 6.8
- Episode 7: 7.2
- Episode 8: 8.1
- Episode 9: 7.2
- Episode 10: 8.44
- Episode 11: 7.8
- Episode 12: 8.1
- Episode 13: 8.3
- Episode 14: 8.94
- Episode 15: 9.4
- Episode 16: 9.48
- Trung bình rating: 7.61 (rating cao nhất Lakorn CH7 2018)

Nguồn: AGB Nielsen (Rating Nationwide)